# Monika Swarowska-Walawska
Monika Swarowska Walawska (ur. 16 marca 1956 w Tarnowie, zm. 15 sierpnia 2020 w Krakowie) – polska śpiewaczka operowa (sopran), primadonna Opery Krakowskiej, oraz profesor Akademii Muzycznej w Krakowie.

## Życiorys
Edukacje w dziedzinie wokalistyki rozpoczęła pod kierunkiem mgr Heleny Styczeń oraz mgr Jadwigi Redych – Czarnikowej. Absolwentka Wydziału Wokalno – Aktorskiego Akademii Muzycznej w Krakowie w klasie śpiewu prof. Adama Szybowskiego.
Uczestniczka i laureatka krajowych i międzynarodowych konkursów wokalnych: Finalistka – "Voci Verdiane" – Busseto. Zdobywczyni Pierwszej Nagrody, oraz Nagród Specjalnych im. H. Halskiej – Fiałkowskiej dla najlepszego sopranu, oraz Nagrody MkiSz w formie stypendium zagranicznego w Ogólnopolskim Konkursie Wokalistyki Operowej im. Adama Didura – Bytom (Polska). Finalistka konkursu – Francisco Vinas – Barcelona. Laureatka II Konkursu "Głosów Operowych" im. J. Kiepury – Krynica. Związana z Operą w Krakowie, gdzie debiutowała tytułową partią Halki z opery "Halka" St. Moniuszki.
Do jej popisowych ról należały m.in. partie: Abigail w Nabucco i Amelii w Balu maskowym G. Verdiego, Łucji w Łucji z Lammermoor i Noriny w Don Pasquale G. Donizettiego, Mimi w Cyganerii i Toski w Tosce G. Pucciniego, Santuzzy w Rycerskości wieśniaczej P. Mascagniego, Senty w Holendrze tułaczu R. Wagnera, Micaëli w Carmen G. Bizeta, Halki w Halce S. Moniuszki.
Wielokrotnie występowała za granicą na licznych tournée z Operą Krakowską oraz przyjmowała indywidualne zaproszenia.
Współpracowała ze "Stagione Teatro Italiana" oraz Polską Operą Telewizyjną pod dyrekcją Marka Tracza – Wrocław. Śpiewała przedstawienia gościnne w Teatrze Wielkim w Poznaniu i Łodzi oraz w Operze Wrocławskiej.
Śpiewała m.in. w Niemczech, Szwajcarii, Austrii, Francji, Belgii, Luksemburgu, Hiszpanii, Włoszech, Holandii, Danii oraz w Ameryce Północnej. Dysponowała rozległym repertuarem operowym, oratoryjno – kantatowym, pieśniarskim i operetkowym.
Dokonała licznych nagrań radiowych, płytowych i telewizyjnych m. in: Zagrała rolę Córy Ziemi w filmowej wersji "Śmierć Don Juana" Romana Palestra. Dokonała nagrania płytowego Rapsodii “Maria venisti a noi…” Aldo Chiappinelliego. Dokonywała nagrań dla Polskiego Radia i Telewizji w Krakowie, Katowicach, Wrocławiu, Poznaniu, Gdańsku. Od 1987 r. związana z Akademią Muzyczną w Krakowie, gdzie prowadziła klasę śpiewu solowego.
Jej nota biograficzna została ujęta w pierwszym leksykonie operowym napisanym przez Jana Stanisława Witkiewicza wydanym w nakładzie ISKRY w 2000 r.
Odznaczona m.in. Brązowym Medalem Zasłużony Kulturze Gloria Artis, oraz Złotym Laurem za Mistrzostwo w Sztuce przyznawanym przez Fundację Kultury Polskiej.
Pochowana na Cmentarzu Prądnik Czerwony w Krakowie (kwatera CCLXXVII-19-15).

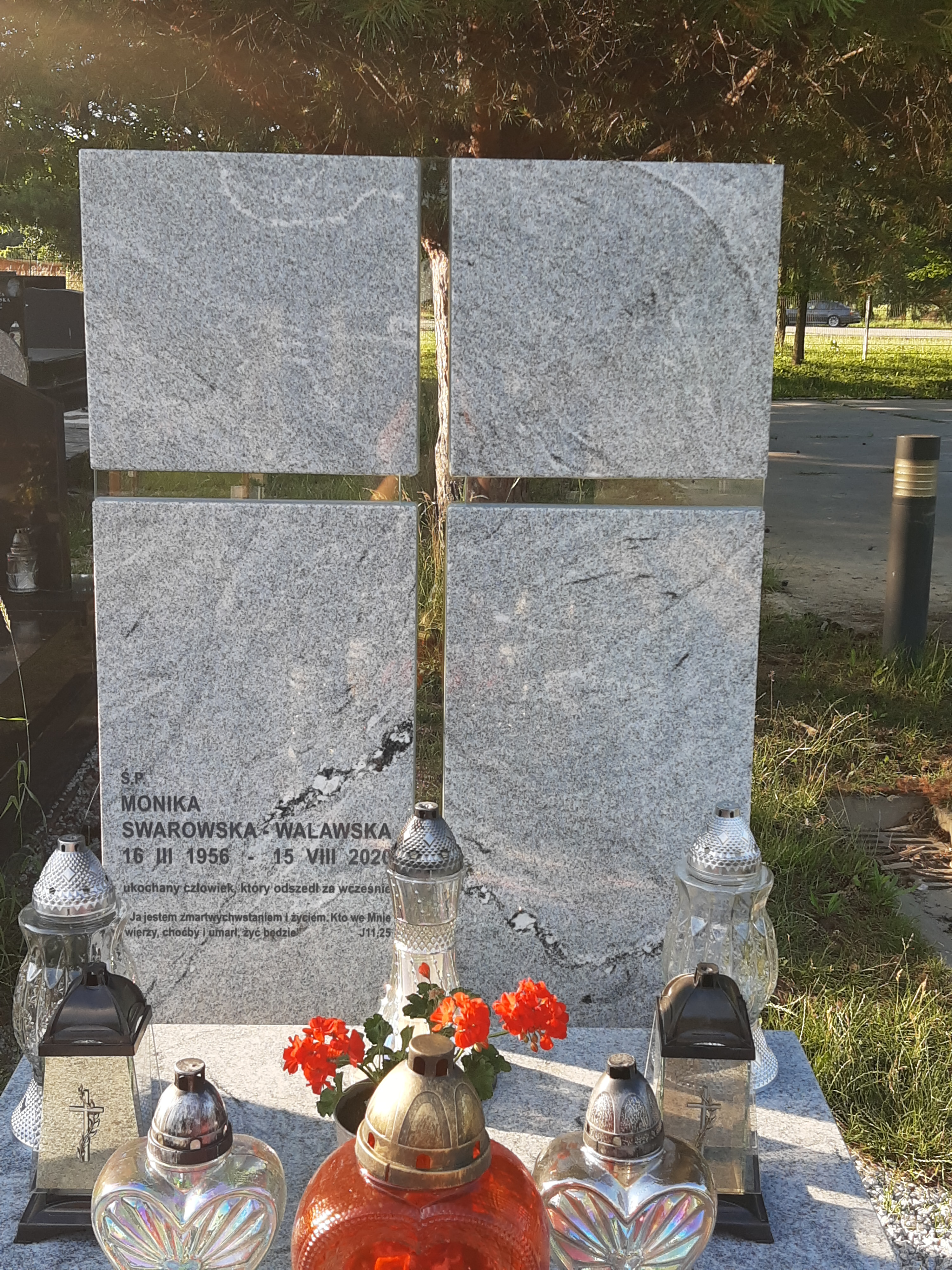
Grób prof. Moniki Swarowskiej-Walawskiej na Cmentarzu Prądnik Czerwony